# 北水海道站

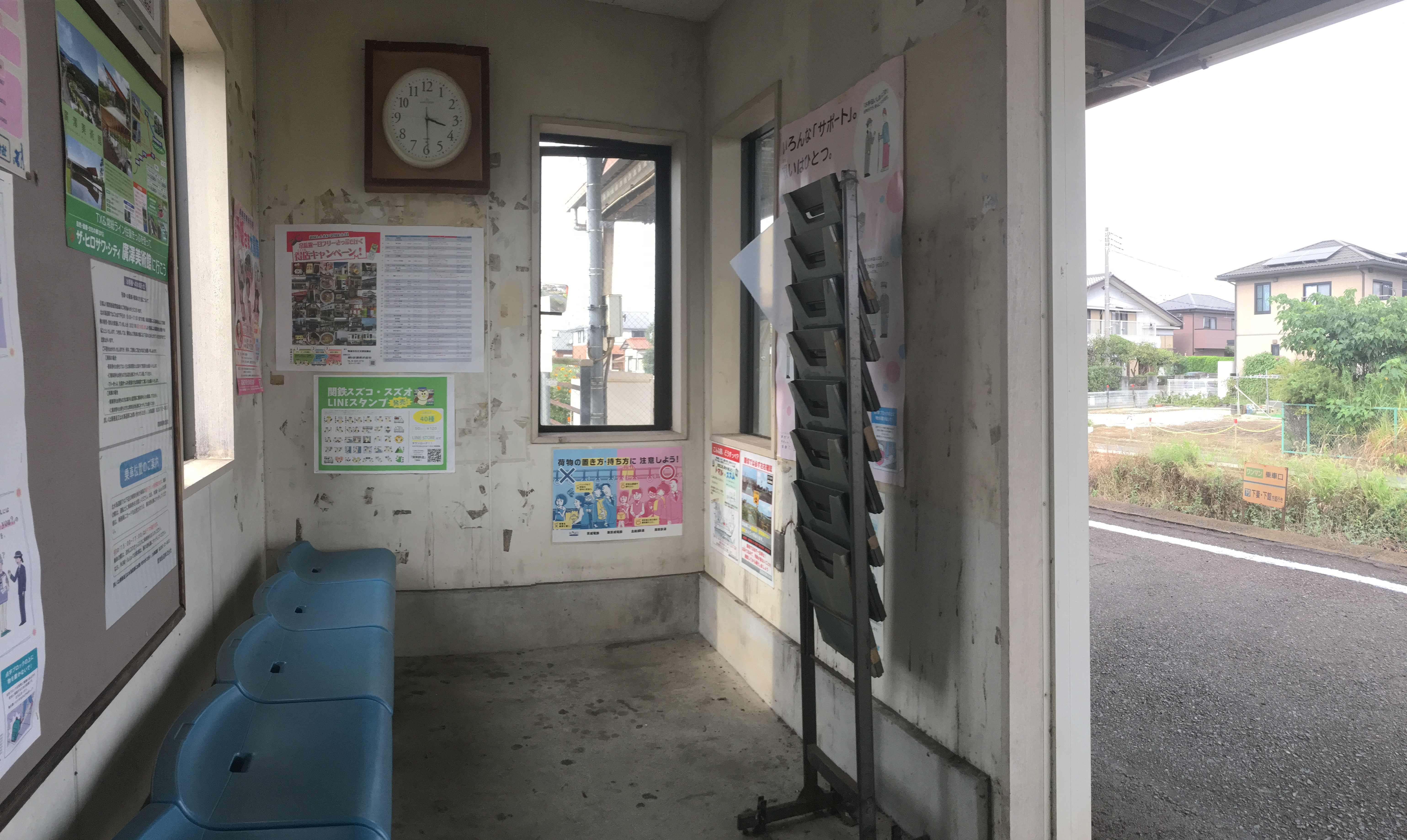
候車室内（2021年9月）

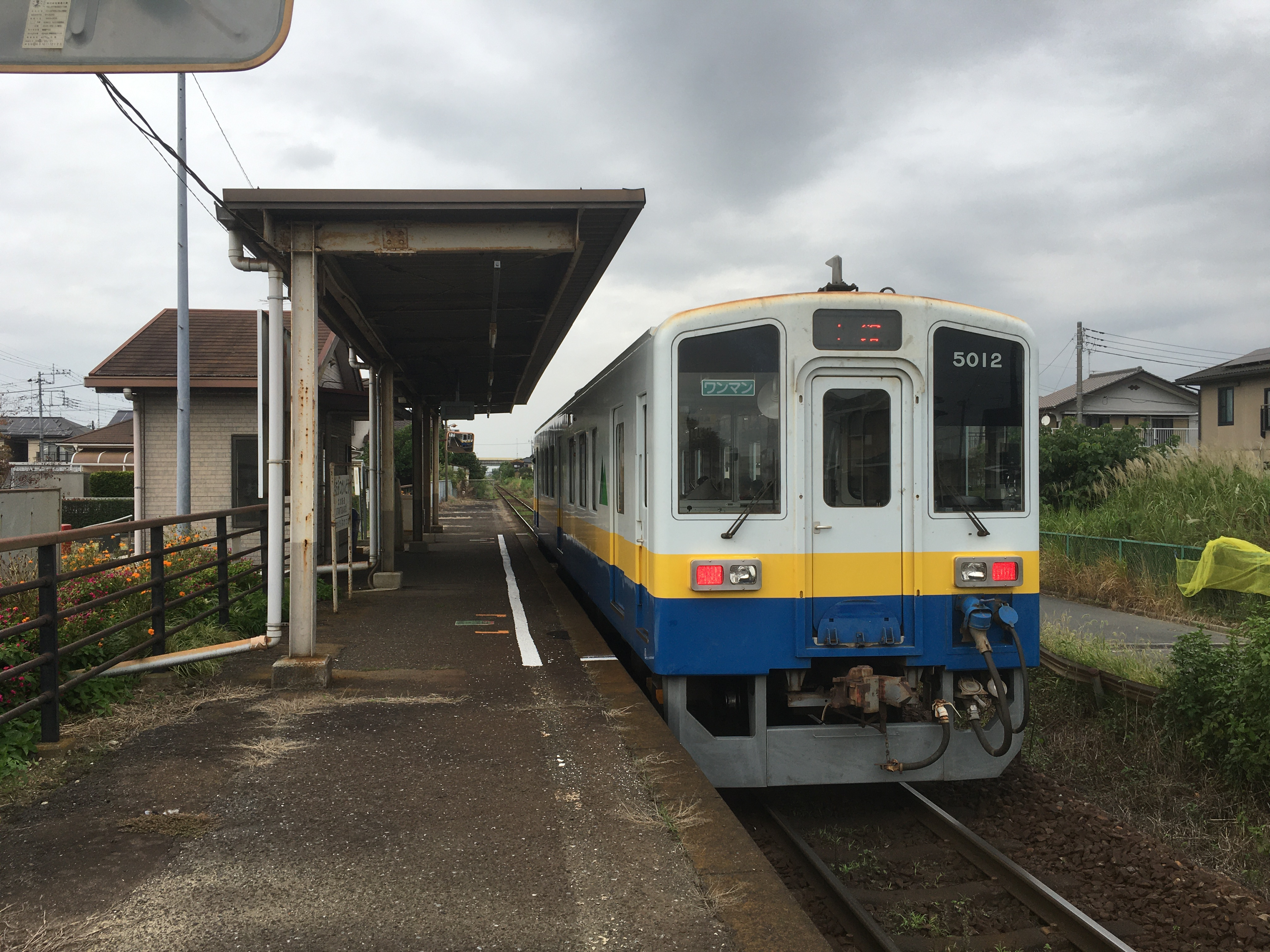
月台（2021年9月）

北水海道站（日语：／ Kita-Mitsukaidō eki */?）是位於茨城縣常總市相野谷町，屬於關東鐵道的常總線車站。此站位於常總市（水海道地區）中心的北邊。

### 在此站行走的運行形態
- 上行（水海道、守谷、取手方向）
  - 日間每小時設有2班普通列車（前往取手，部分前往守谷）停靠。部分列車可在水海道轉乘另一架前往取手[注釋 1][3]。
- 下行（石下、下妻、下館方向）
  - 日間每小時設有2班普通列車（前往下館）停靠，晚間設有前往下妻的班次[3]。

## 歷史
- 1972年（昭和47年）3月15日 - 隨著進行森下土地重整工程，於該範圍內開設此站[1]。
- 2009年（平成21年）3月14日 - 此站可以使用IC卡PASMO[1]。

## 車站構造
此站是地面車站，設有1面1線的單式月台。此站是無人車站，站內設有PASMO簡易閘機。車站出入口可讓輪椅出入。

## 使用狀況
以下為近年乘車人次變化。
| 乘車人員變化 | 乘車人員變化 |
| 年度         | 1日平均人次  |
| ------------ | ------------ |
| 2005         | 142          |
| 2006         | 158          |
| 2007         | 182          |
| 2008         | 185          |
| 2009         | 174          |
| 2010         | 166          |
| 2011         | 173          |
| 2012         | 198          |
| 2013         | 187          |
| 2014         | 179          |
| 2015         | 171          |
| 2016         | 200          |
| 2017         | 216          |
| 2018         | 230          |

## 車站周邊
車站東西兩方設有住宅區。車站西邊（靠近車站大樓一側）於1969年（昭和44年）至1970年（昭和45年）進行了「森下土地整理項目」，形成了住宅區。
車站附近較少商店，較多路邊商店。在毎年8月於鬼怒川畔舉行了「常總鬼怒川煙火大會」，此站最接近會場。這個車站較少人使用，但是舉行上述活動時便會有許多乘客前往此站。
- 水海道櫻花醫院
- 常總保健所
- 常總市立水海道中學
- 茨城縣立水海道第二高等學校（日语：茨城県立水海道第二高等学校）
- COCO（日语：ココスジャパン）水海道店
- VIVA HOME（日语：ビバホーム）
- 魚松
- 7-11

## 相鄰車站
關東鐵道
■常總線
快速
通過
普通
水海道－北水海道－中妻

## 注腳

## 外部連結
- 北水海道站 | 車站案內 （页面存档备份，存于）（日語） - 關東鐵道